# 三陟飛行場
三陟飛行場（サムチョクひこうじょう、朝鮮語: 삼척비행장）は、大韓民国江原道三陟郡北坪邑（後の江原特別自治道東海市の一部）にあった飛行場である。北坪飛行場とも呼ばれた。
北坪邑松亭里の海岸に1959年10月より建設が進められ、1961年12月に完成、ソウルとを結ぶ大韓航空の路線が発着していた。しかし同じ場所に北坪港（後に東海港と改称）の建設が決まり、三陟飛行場は1974年3月1日付で廃止された。

## 事件・事故
- 1969年3月17日、大韓航空のF-27機(HL5203)が三陟飛行場への着陸中に右車輪を破損、機体が滑走路を逸脱した[3]。